# Колемје
Колемје (фр. Collemiers) насеље је и општина у источном делу централне Француске у региону Бургоња, у департману Јон која припада префектури Санс.
По подацима из 2011. године у општини је живело 575 становника, а густина насељености је износила 53,74 становника/km². Општина се простире на површини од 10,7 km². Налази се на средњој надморској висини од 120 метара (максималној 194 m, а минималној 93 m).

## Демографија
| 1962. | 1968. | 1975. | 1982. | 1990. | 1999. | 2011. |
| ----- | ----- | ----- | ----- | ----- | ----- | ----- |
| 285   | 286   | 298   | 349   | 476   | 522   | 575   |

График промене броја становника у току последњих година